# Île de Mateba
Île de Mateba är en ö i Kongo-Kinshasa. Den låglänta ön omges av två armar av Kongofloden och har en area på ungefär 140 km². Den ligger i provinsen Kongo-Central, i den västra delen av landet, 300 km sydväst om huvudstaden Kinshasa.